# Adriaen Coenen
Adriaen Coenen (Adriaen Coenensz van Schilperoort, Scheveningen, 1514-1587) est un marchand de poisson de mer, fils d'un pêcheur. Il devient commissaire-priseur à la criée Scheveningen. Il est un ichtyologiste en raison de son intérêt pour tout ce qui vivait dans la mer.

## Vie privée
Adriaen Coenen s'est marié pour la première fois à l'âge de 46 ans, mais était toujours sans enfant lorsque sa première femme est décédée. Sa deuxième épouse lui a donné un fils, Coenraad, en 1577. Il n'y a aucune image d'Adriaen Coenen et de sa femme ; l'image de son fils que Coenen peint dans son Visboeck est de facture symbolique comme c'est la coutume depuis l'époque Antique, plutôt que réaliste comme apparu après la Renaissance.

## Vision scientifique et sources de Coenen

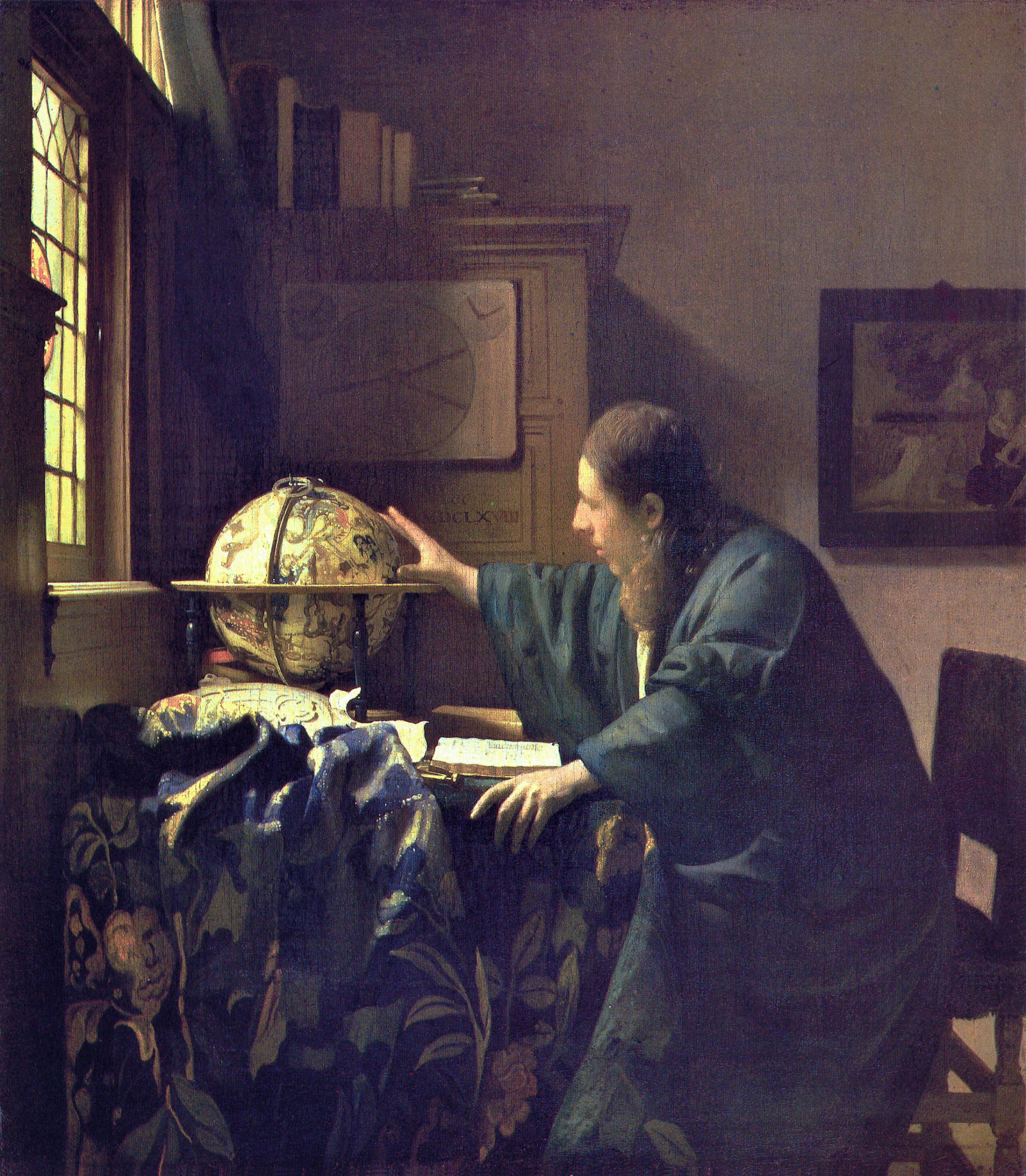
L'Astronome, Vermeer de Delft, 1688

À l'époque de sa vie, les traités de l'alimentation étaient un mélange de considérations sur le monde et l'individu, allant de l'astrologie à la médecine de la digestion des humeurs, aux aliments énumérés, aux recettes de cuisine.
Bien qu'il n'ait reçu d'éducation qu'à l'école du village, Coenen était bienvenu dans les cercles élevés — et même princiers — de La Haye et au-delà. Coenen parlait à ses hôtes et aux personnes présentes des nombreuses créatures de la mer, des particularités qu’il avait observées sur la plage, de singularités naturelles particulières et de leurs conséquences. Ce sujet correspondait au phénomène de curiosité internationale dans les salons d'érudits. Comme il avait lu, vu ou entendu parler de quantité de choses (par exemple du cannibalisme dans les Indes occidentales), il  racontait cela de façon plaisante pour son auditoire. Par ses relations, Coenen avait accès à des œuvres de haute qualité et pouvait élargir ses connaissances. Cela lui a permis à son tour, parce qu'il savait écrire, chose rare a son époque, d'afficher dans ses « albums » les connaissances acquises. On suppose que Coenen possédait une bibliothèque, ce qui montrerait alors son aisance matérielle.

## Des ouvrages de référence

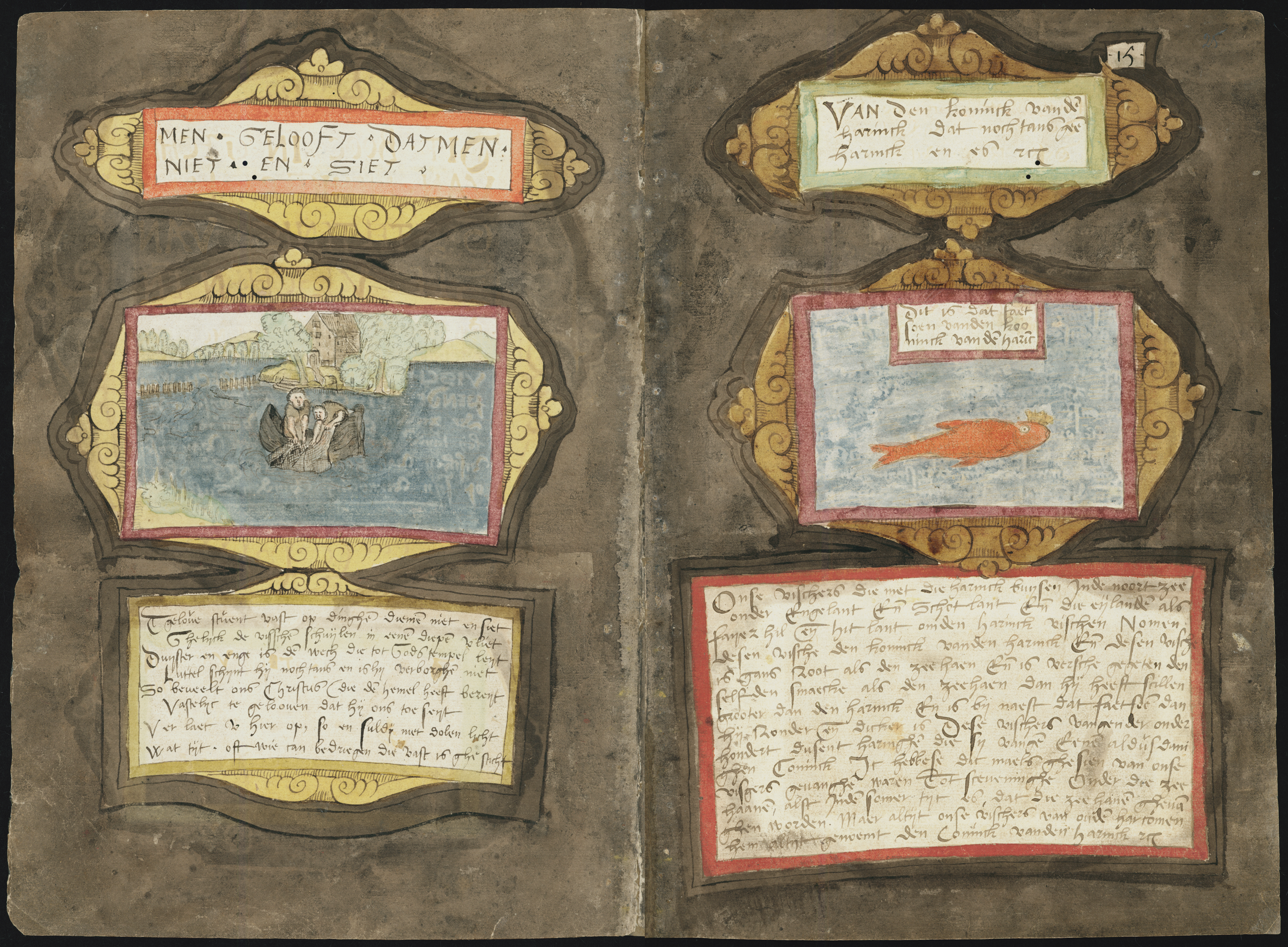
Visboeck d'Adriaen Coenen, feuillet no 15 (folio 024v à gauche) sur la pêche au hareng, par deux hommes depuis un canot, et (folio 025r à droite) sur le hareng.

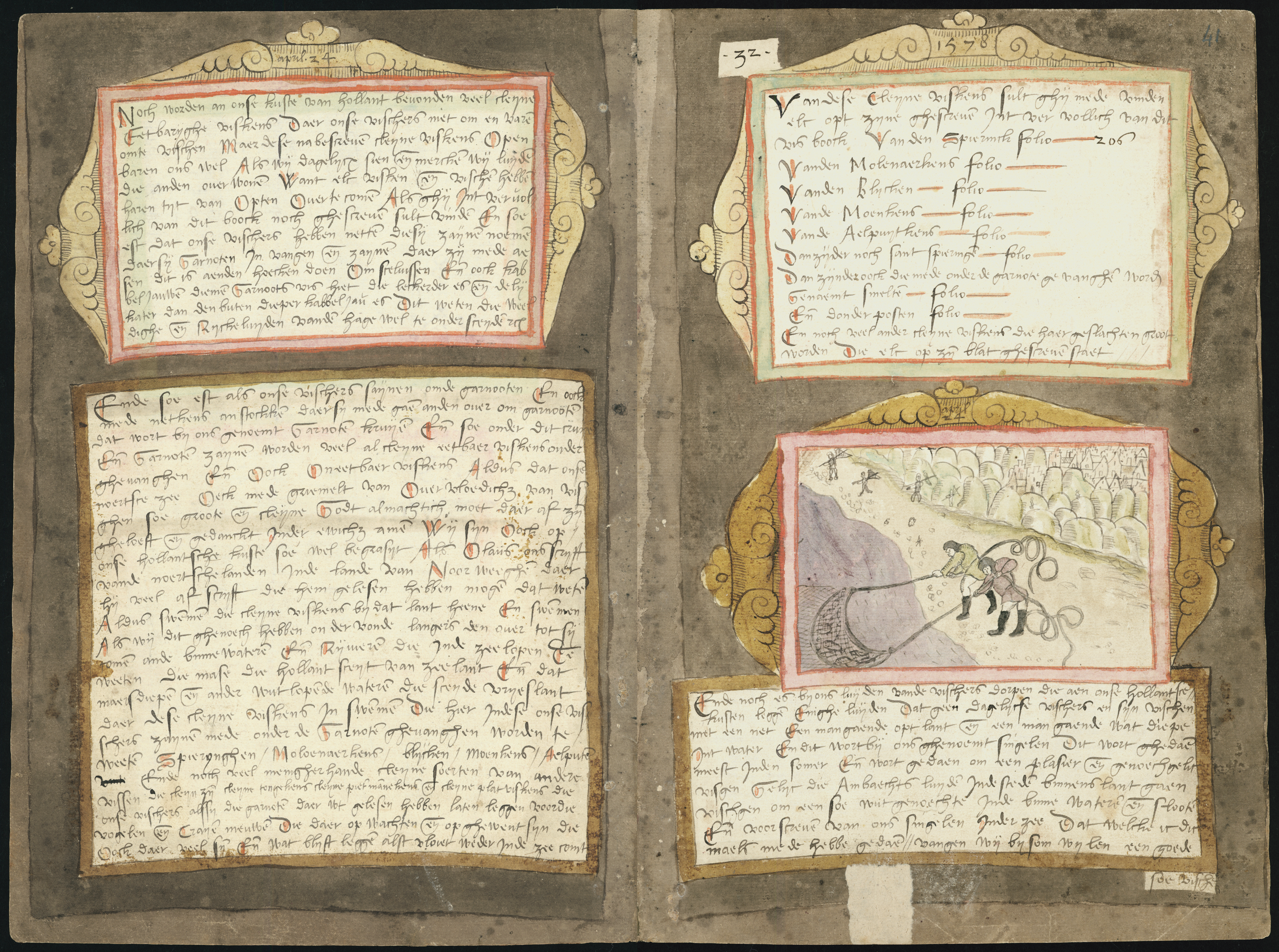
Double page no 32 (folio 041r à droite), la pêche au poisson depuis terre.

Le Visboeck de Coenen est une œuvre remarquable. Le manuscrit du XVIe siècle est richement décoré d'illustrations colorées. Celles-ci fournissent aux chercheurs modernes des connaissances pratiques sur la pêcherie du XVIe siècle, telles que les filets utilisés à l'époque, les bateaux de pêche de l'époque, les poissons qui pouvaient être trouvés en mer et les configurations des abords côtiers. En dehors de cela, son Visboeck contient des descriptions d'insectes, d'esprits de la mer, de dragons, d'animaux indigènes et exotiques, de phénomènes naturels et de miracles (Voir infra la Galerie).
Dans le Visboeck de Coenen, une contradiction semble apparaître dans ses activités quotidiennes. D'une part, il écrit avec enthousiasme sur le hareng dans son ouvrage de référence ; le hareng, son commerce et sa pêche sont à la fois décrits et applaudis ( il y cite même un poème dans lequel le hareng est glorieux). D'autre part, il n'en vend pas.
Dans le Walvisboek (« Livre des Baleines »), un autre ouvrage de Coenen, outre cet animal marin impressionnant illustré sur plein feuillet, l'attention est accordée aux petites espèces de poissons comme le loup de mer et aux animaux comme le castor et la loutre. Cette époque ne permet pas de distinguer précisément les poissons des mammifères ; elle précède le travail de von Linné qui opérera une classification. Coenen écrit son manuscrit dans la période de tensions religieuses en Europe qui aborde la façon de se nourrir et le péché de gourmandise. Il s'agit pour les protestants de respecter les règles divines. Coenen observe la contingence de la vie humaine, son livre est facile à lire, de sorte que ses textes — en tenant dûment compte de la structure des phrases et de l'orthographe du  XVIe siècle — sont faciles à déchiffrer.
Un autre livre, inachevé, sur le Régalec (Roi des harengs) est aujourd'hui disponible.
Les livres de Coenen ont actuellement une portée identique aux Très Riches Heures des rois, ducs et de leurs nobles intendants. Car Coenen a écrit plusieurs centaines de pages (le Visboeck numérisé de la Bibliothèque Royale fait plus de 420 folios dont le dernier n° porté à la main par Coenen est 409) en fournissant des textes et illustrations venant de ses observations personnelles du poisson local ou en recopiant celles des autres.

## Monde du hareng dans leVisboeck
Le hareng n'était guère fourni à l'époque où vivait Coenen à Scheveningen, en raison de l'absence de port maritime pour recevoir les bateaux hauturiers à fort tirant. La flotte de pêche de Scheveningen — bateaux à fond plat — n'était guère adaptée pour prendre du hareng. La vie des marins côtiers se passait suivant les marées, la nuit ils séjournaient dans le bateau échoué-tiré sur la plage selon son tonnage, et la voile mise sur la vergue et tendue était comme une tente. En fait, il est improbable qu'au Moyen-Age, où les métiers faisaient partie des corporations médiévales signalant la bourgeoisie notable, une même personne pût vendre du poisson frais et du hareng séché, fumé ou salé (saur) nécessitant un atelier. Coenen, fils de pêcheur puis pêcheur lui-même jusqu'à ses occupations de poissonnier et enfin de commissaire-priseur, appartenait à la première catégorie. Quelqu'un de la deuxième catégorie, c'est-à-dire un commerçant de hareng, n'a presque jamais été trouvé dans les villages de pêcheurs de la côte de la mer du Nord. 

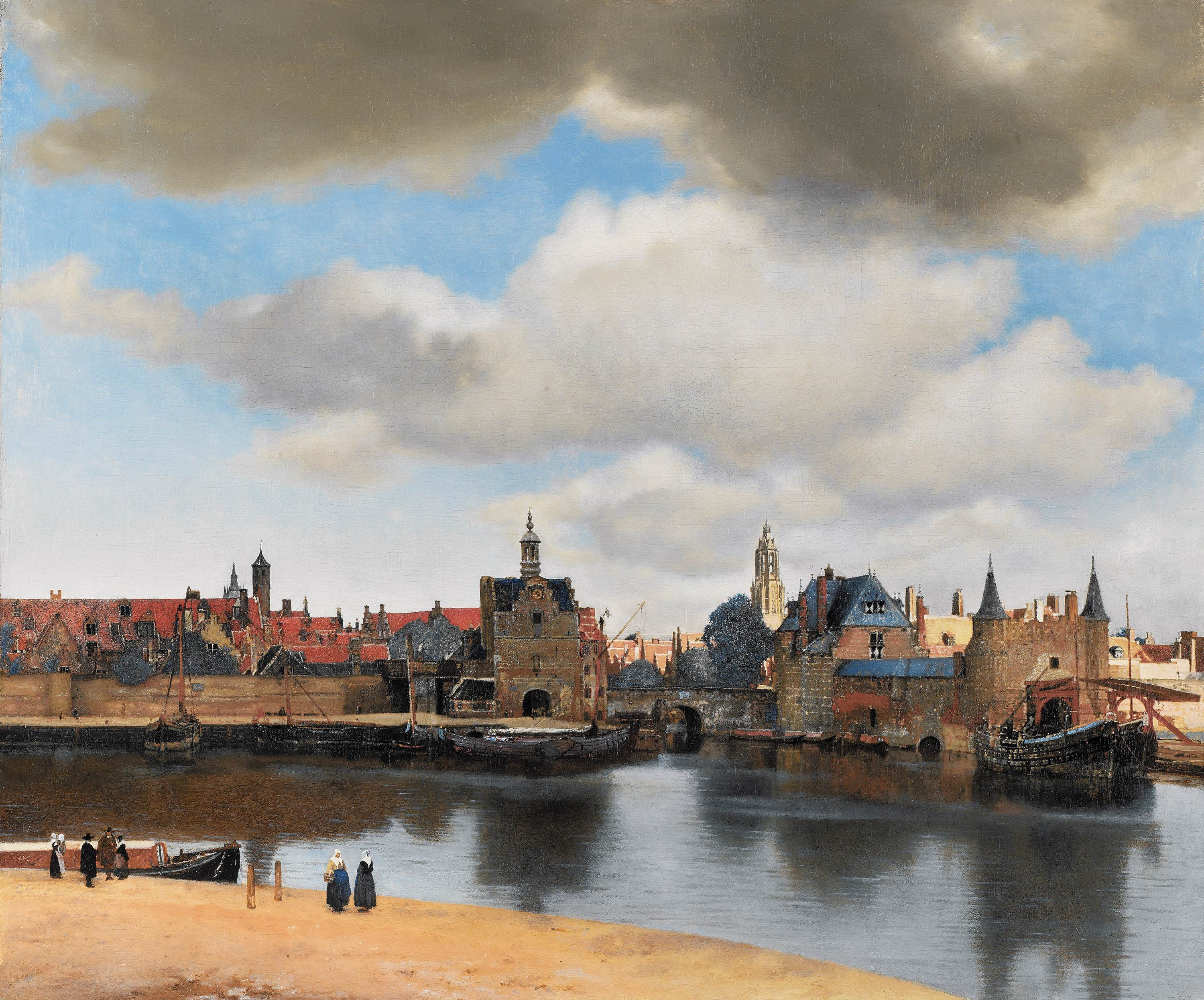
Vue du port de Delft en 1660 juste après Coenen.

La Guilde des marchands qui affrète des navires au long cours en Hollande — en plus d'une détaxation portuaire et d'un système d'assurance —, bénéficie des progrès importants sur la construction navale particulièrement efficace :  « En faisant venir de la proche Baltique les matériaux (bois, poix, cordages, goudron) pour les chantiers navals, en standardisant et en mécanisant la construction de navires (scieries à vent, grues…) » les Hollandais industrialisent leurs chantiers navals. ». Par rapport à la découverte du « Nouveau monde », cette méthode aboutira à de nouveaux gabarits spécifiques (Flibot hollandaise et Flute hollandaise) et cela juste après Coenen qui s'intéresse à l'Amérique qui reste encore à découvrir aussi bien pour son Nord, lieu d'immigration futur des Hollandais, que du côté de l'Océan Pacifique.
« Le hareng est le hareng et le poisson est tout le reste » : cette définition en forme de clin d'œil, à l'exception de la zoologie et de la biologie, comporte une vérité concise[réf. nécessaire]. 
Pour conserver la nutritivité des chairs protéinées sans subir d'intoxication, de nombreux moyens ont été essayés par l'homme (dont le pourrissement, utilisé au Moyen Âge chez les Nordiques, les voisins des Hollandais pour le hareng).
Le poisson est une ressource alimentaire consommée par toute la population européenne, lui est accessible et imposée par la religion (jours de maigre), que ce soit en région côtière ou en région intérieure par les circuits commerciaux. La viande représente une alimentation idéalisée dans toutes les couches sociales de l'Europe à cette époque et moins disponible. Pendant des siècles, le commerce du poisson et le commerce du hareng étaient bien séparés ; on voyait des commerçants de hareng à côté de poissonniers. Le hareng était une chose de valeur transportable car quasi impérissable, donc utile lors des voyages. Au moment des foires de Champagne, il s'agissait de deux filières distinctes pour le poisson. Cela concerne fortement le commerce de détail et entièrement le commerce de gros. La pêche au hareng et sa transformation se passaient loin de la pêche du poisson frais puis de son apprêt sur l'étal. Coenen, au vu de ses nombreux rapports sur le sujet, connaissait bien le hareng, bien que cela ne fût pas utile professionnellement. Il était au courant de l'approvisionnement et du commerce de tous les poissons.
Coenen mentionne spécifiquement le type de navires de pêche au hareng, les buysscepen, et les compagnies maritimes concernées dans les villes de pêche au hareng telles que Rotterdam, Delfshaven et Schiedam. Celles-ci suivent une réglementation propre à chaque État, non seulement sur le droit de pratiquer une activité portant sur « la mère Nature », mais aussi sur les périodes autorisées et interdites. En ce qui concerne le hareng pêché par les villages de la côte de la mer du Nord à l'automne, dernière période autorisée, il s'agit de hareng fraîchement débarqué qui, selon Coenen, serait ensuite séché. Toutefois, il s'agissait de quantités de hareng qui sont faibles par rapport à l'énorme apport de hareng des ports de pêche pour les forts tonnages avec le hareng déjà salé dans la caque (saur égale saumure qui donne l'odeur à la caque d'où le proverbe). Le hareng était transformé en un produit d'exportation très important, salué par Coenen comme « la grâce du Bon Dieu tout Puissant »  

### Hareng et morue puis sardine
Pour les scandinaves voisins des hollandais, la pêche du cabillaud transformé en morue était du même ordre économique que celle du hareng  dès le XIIIe siècle. « Un traité signé en 1354 entre le roi d'Angleterre et le roi de Castille, Comte de Biskaia, reconnaît aux Biscaïens le droit de pêche sur les côtes anglaise et bretonne. Bayonne, alors sous domination Anglaise, possède les mêmes droits sur la pointe de Bretagne et sur l'archipel de Guernesey. » « Peu connue au Moyen-âge, la morue devient, grâce aux pêches lointaines, le poisson le plus consommé de France, aux dépens du hareng, le roi des poissons de l'époque. Dès la fin du seizième siècle, de nombreuses communautés maritimes exploitent les bancs de morues de l'Atlantique nord-ouest : Picards, Normands, Bretons, Vendéens, Rochelais, Bordelais, Portugais, et plus tardivement Anglais. Les Basques des provinces du Labourd, de Guipuzkoa et de Biscaye pratiquent cette pêche en même temps que la chasse à la baleine. » . Cela concerne fortement au XVIe siècle les Français, les Espagnols (baclao a donné cabillaud), les Portugais qui y ont vu une ressource équivalente au hareng. C'était elle aussi une pêche côtière, qui s'est transformée elle aussi en pêche hauturière.  
L'histoire de la sardine est pareillement le suivi des bancs de sardines depuis le bas Moyen-Age (en Europe depuis la Manche vers l'Espagne) sous l'action des mareyeurs. 
L'histoire de la pêche au saumon pour devenir saumon parfois fumé concerne d'abord les Amérindiens avant Colomb et   s'inscrit pour l'Europe dans une histoire beaucoup plus récente au XIXe siècle, bien que le roi d'Espagne ait obtenu du roi d'Ecosse le droit de pêche à la morue qui se fait au large de ses côtes.

## Portée des écrits de Coenen: jusqu'au prince d'Orange
Une mention dans le livre Visboeck de Coenen indique qu'il a écrit un autre livre similaire avant l'ouvrage connu maintenant. Coenen indique qu'il en a fait don au prince d’Orange. Il le mentionne trois fois. Il parle, entre autres, « du « Visboeck » que je lui ai offert quand il était à Delft pendant le premier siège de Leyde par les Espagnols ». Il s’agit donc explicitement de Guillaume Ier d'Orange-Nassau. Les évènements du début de la guerre de Quatre-Vingts Ans sont aussi relatés. Coenen a de fait été reçu par le Prince. Le cadeau a été accepté, sans qu'on le retrouve.

## Vie spirituelle changée de Coenen
Quelques feuillets décrivent Coenen débutant au XVIe siècle, qui a survécu à la montée de la Réforme et à sa destruction des images idolâtres au début de la guerre de Quatre-Vingts Ans. Coenen est revenu à la foi catholique romaine après s’être converti au protestantisme. Coenen a vécu dans les années turbulentes où la future République a été, pendant de nombreuses années, sous l'emprise du féroce prince catholique espagnol Philippe II et de son armée. Dans le village natal de Coenen et sa résidence d'origine de Scheveningen, la transition pour les habitants de l’époque du catholicisme romain au protestantisme se faisait entre 1573 et 1578. Dans son ouvrage de référence, Coenen indique la présence d'un prédicateur dans son village natal à cette époque : « Là était un prédicateur avec nous qui disait que nos pêcheurs avaient des estomacs de fer ».
Le changement de vision religieuse de Coenen s'exprime déjà immédiatement et avec force dans les premiers feuillets de son Visboeck, dans lesquels il reproduit le psaume biblique 8 en latin et dans sa propre langue vernaculaire — il n'avait pourtant aucune connaissance en latin —, suivi de confessions de foi entrecoupées de louanges. Les louanges suivantes montrent l'admiration de Coenen pour son Créateur : « Tout ce qui vole dans les airs, qui nage dans l'eau et qui va ou rampe sur la terre, vous l'avez ordonné, ô glorieux créateur. Dans vos œuvres, vous louez et remerciez le collège suprême du ciel, et je désire aussi vous louer pour cela en tout temps ».
Coenen se réfère à Saint-Jean, aujourd’hui désigné comme l'apôtre Jean, et son Apocalypse, chapitre 13, qui parle d'une bête à sept têtes sortant de la mer. Coenen formule son discours avec prudence lorsqu'il écrit sur la bête et cite les réactions de « savants » : « Cependant, il y a ceux qui voient en ce dragon le pape de Rome » ; plus loin, il note que, puisque la bête émerge de la mer, il l'a incluse dans son Visboeck.
Coenen dénonce ensuite la doctrine de l'Église Romaine, ses nombreuses cérémonies ecclésiastiques, ses enseignants et serviteurs, et leur chef spirituel, le Pape. À propos de ce dernier, il écrit : « Tout comme nous-mêmes avons été transportés par les papes romains pendant longtemps jusqu'à ce que le Dieu tout-puissant l’aie voulu ». La vie spirituelle de Coenen, exposée ici indirectement, est en fait peu connue.

## Galerie

Des feuillets du Visboeck G.(auche) et D.(roite)
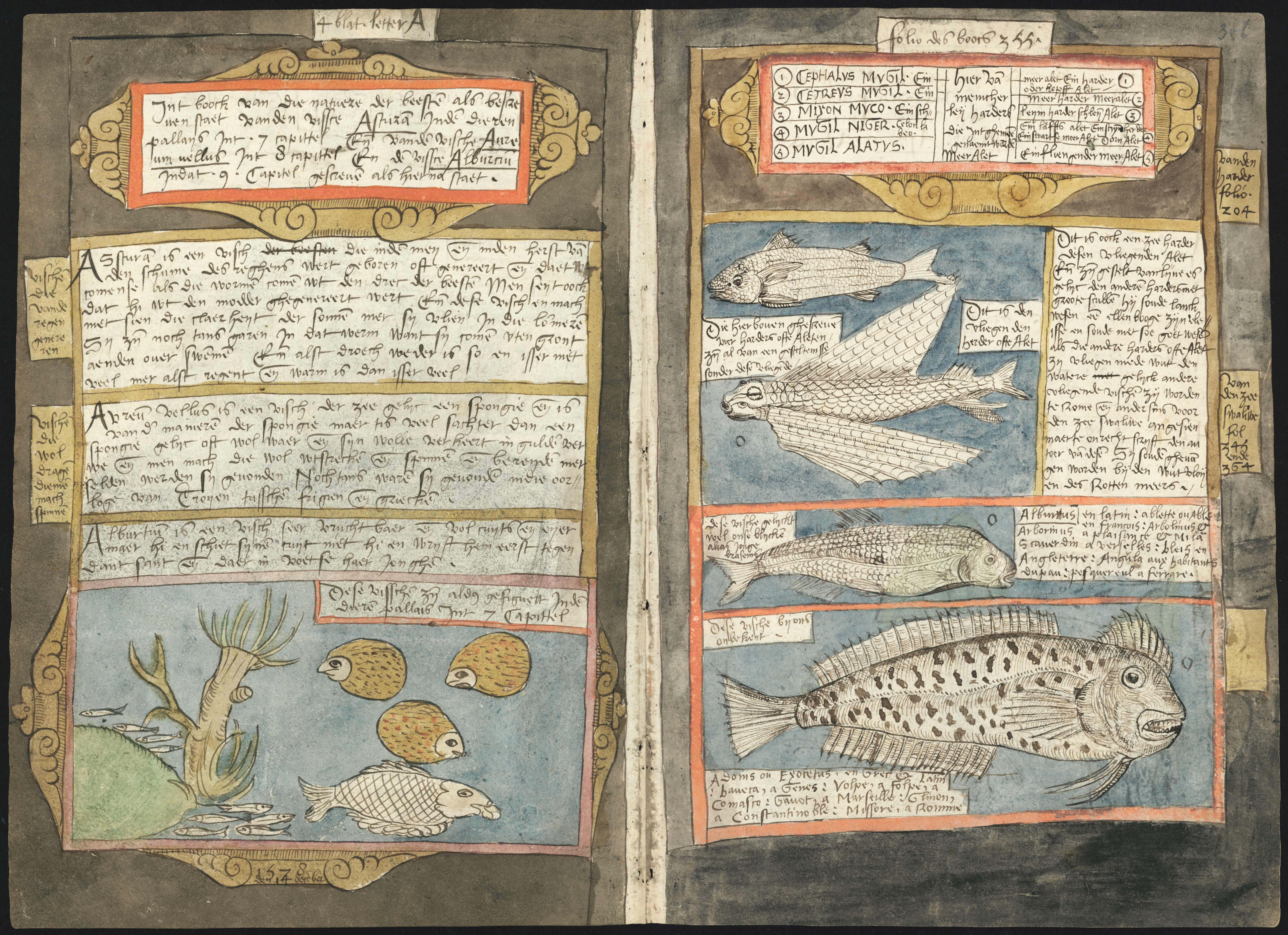
G. D. fonds marins accessibles et la vie qui s'y passe, G. anémone de mer D. un poisson volant
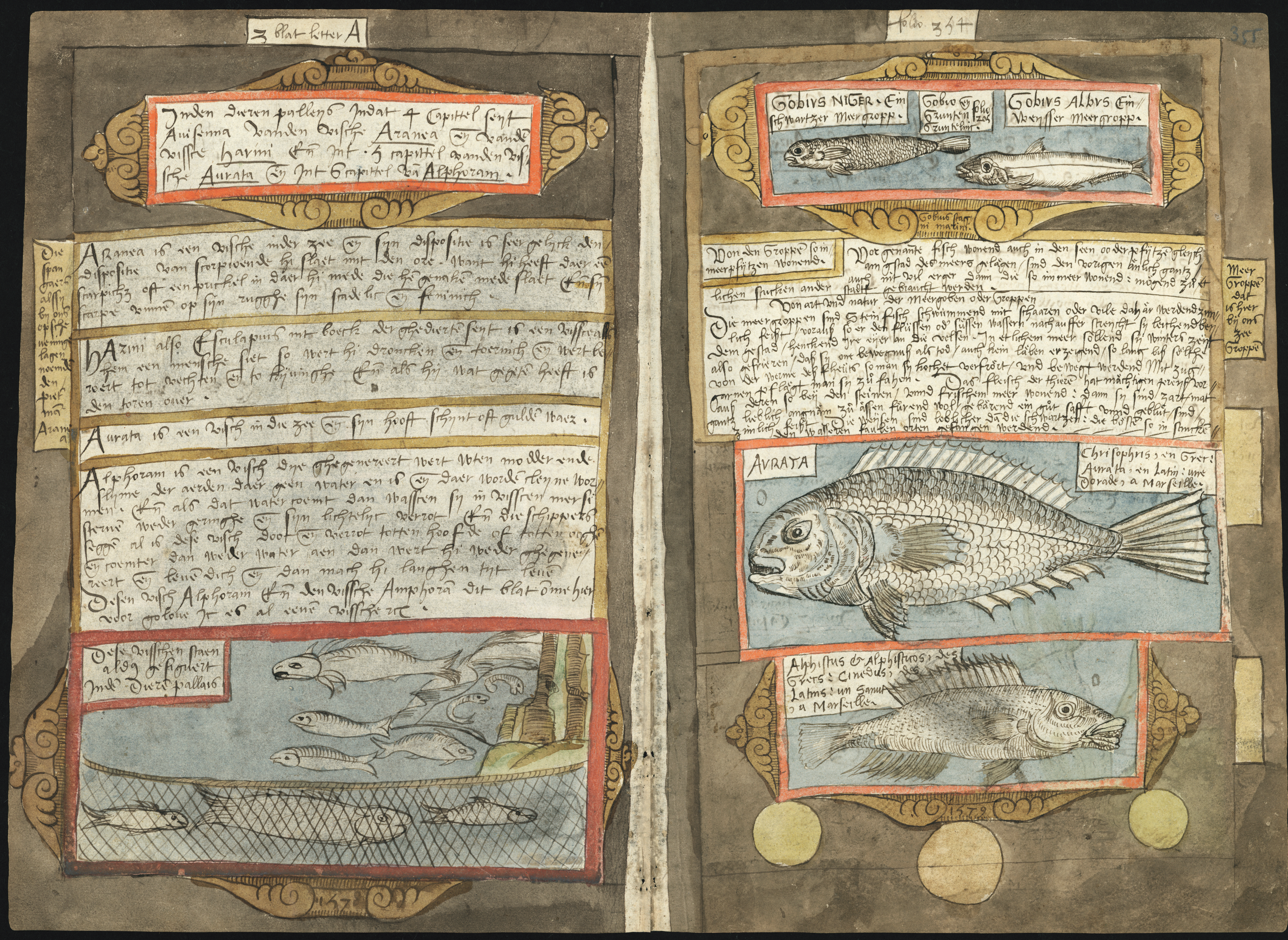
G. pêche au filet dormant depuis la côte
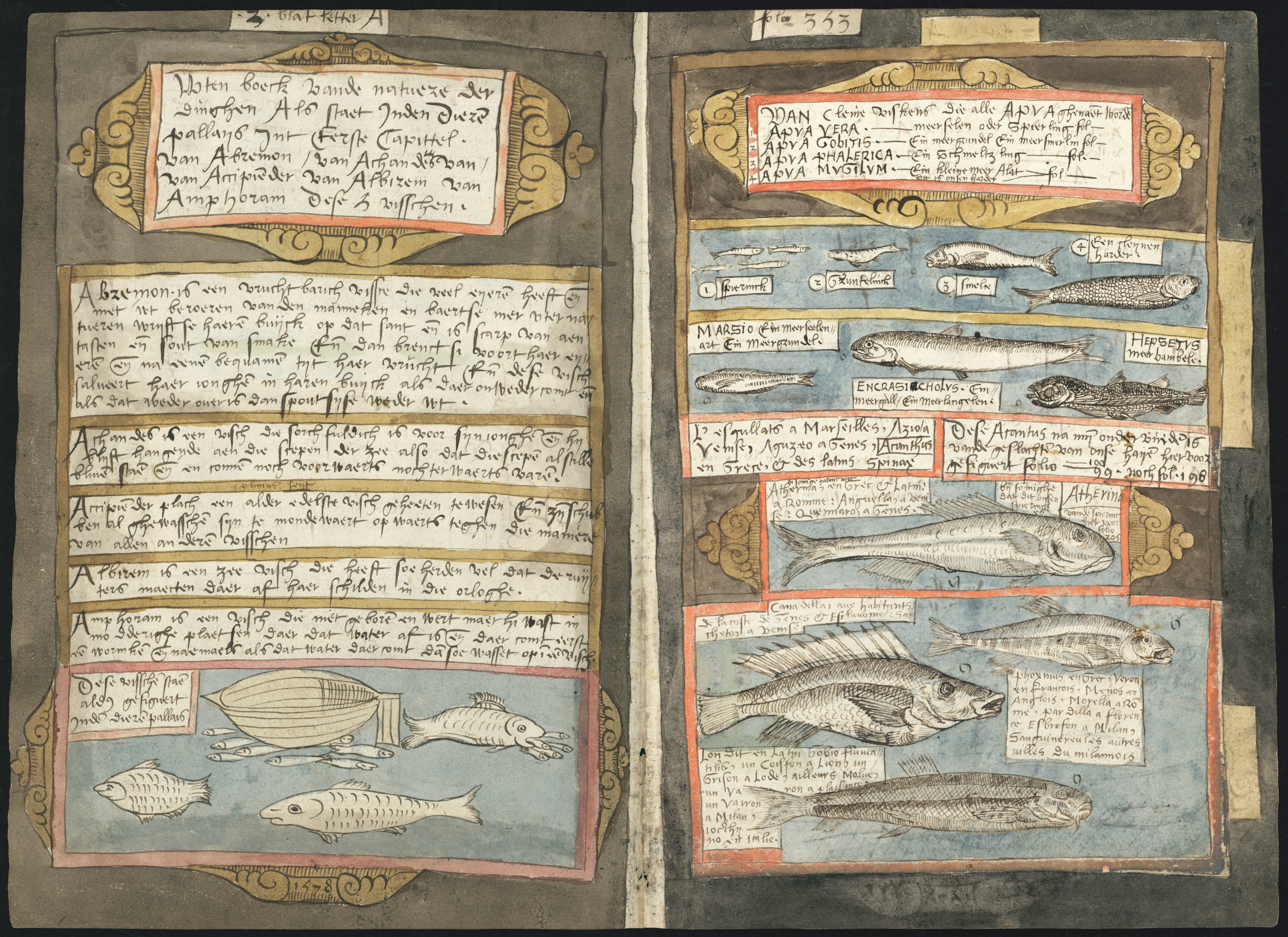
G. bateau au-dessus d'un banc de petits poissons, gros poisson prédateur de petits poissons D. poissons et leur nom dans un petit cartouche
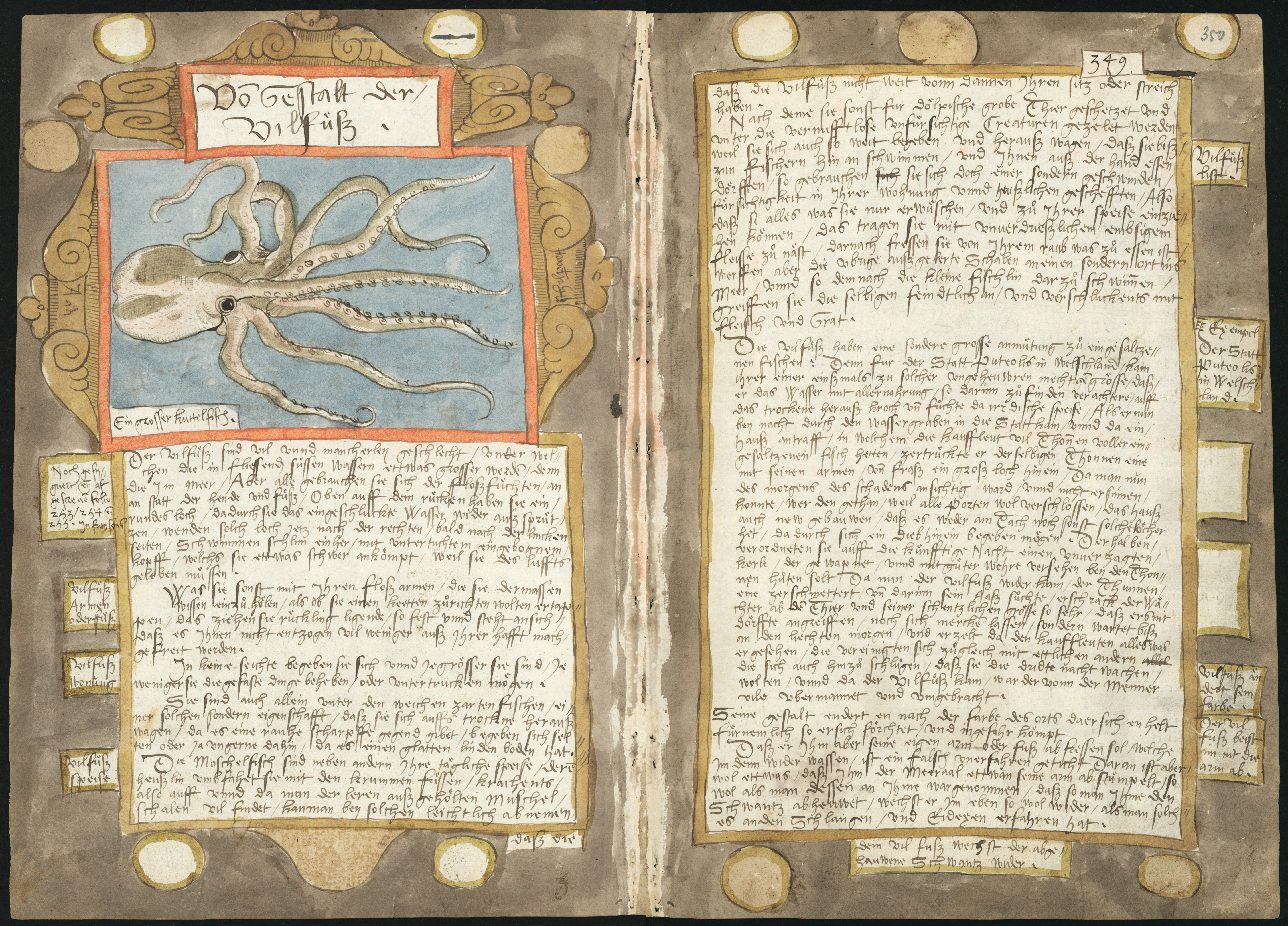
G. pieuvre
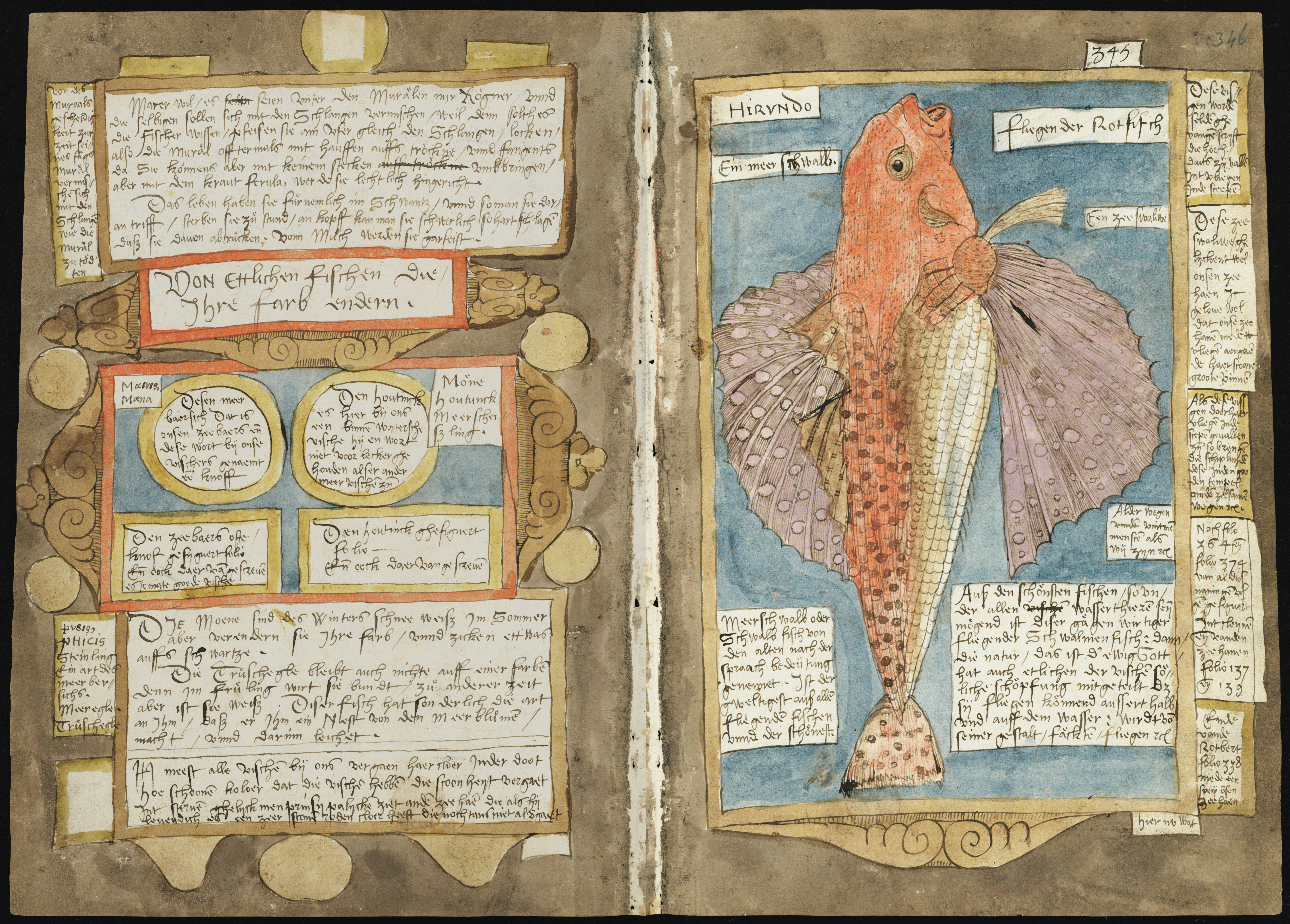
D. poisson volant très réaliste qui montre le talent d'illustrateur de Coenen
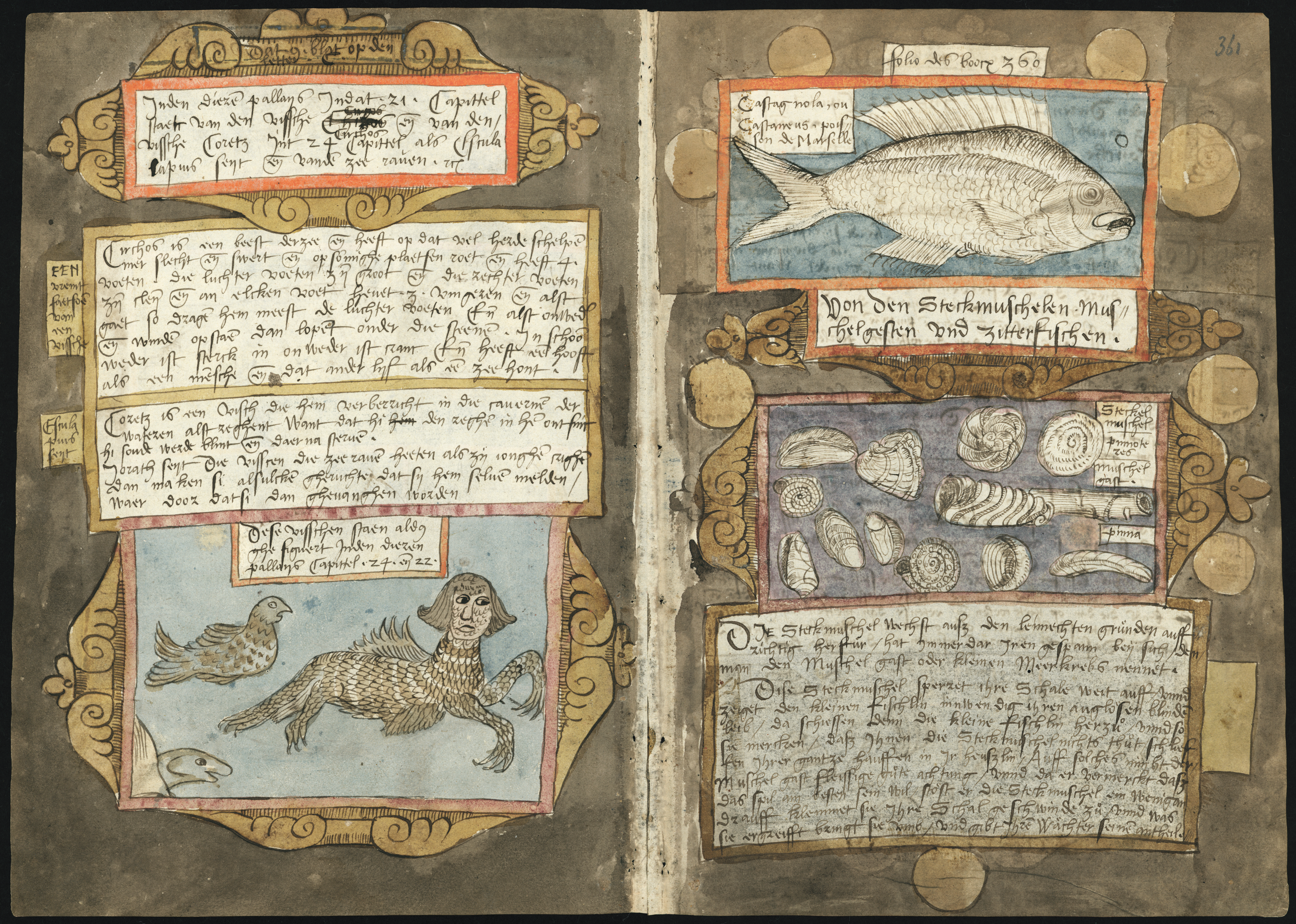
G. Griffon (mythologie)
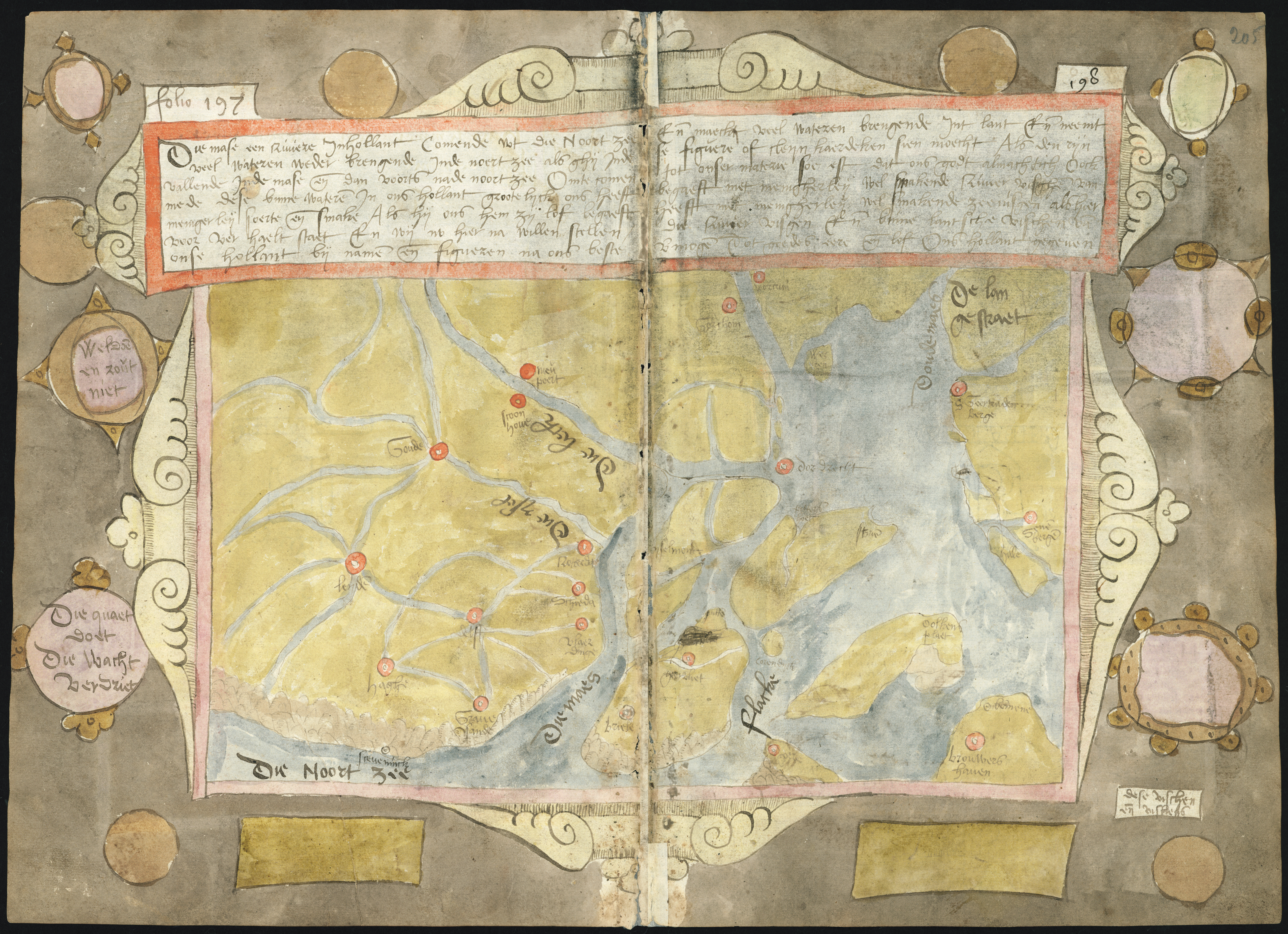
G. D. détail d'une côte navigable
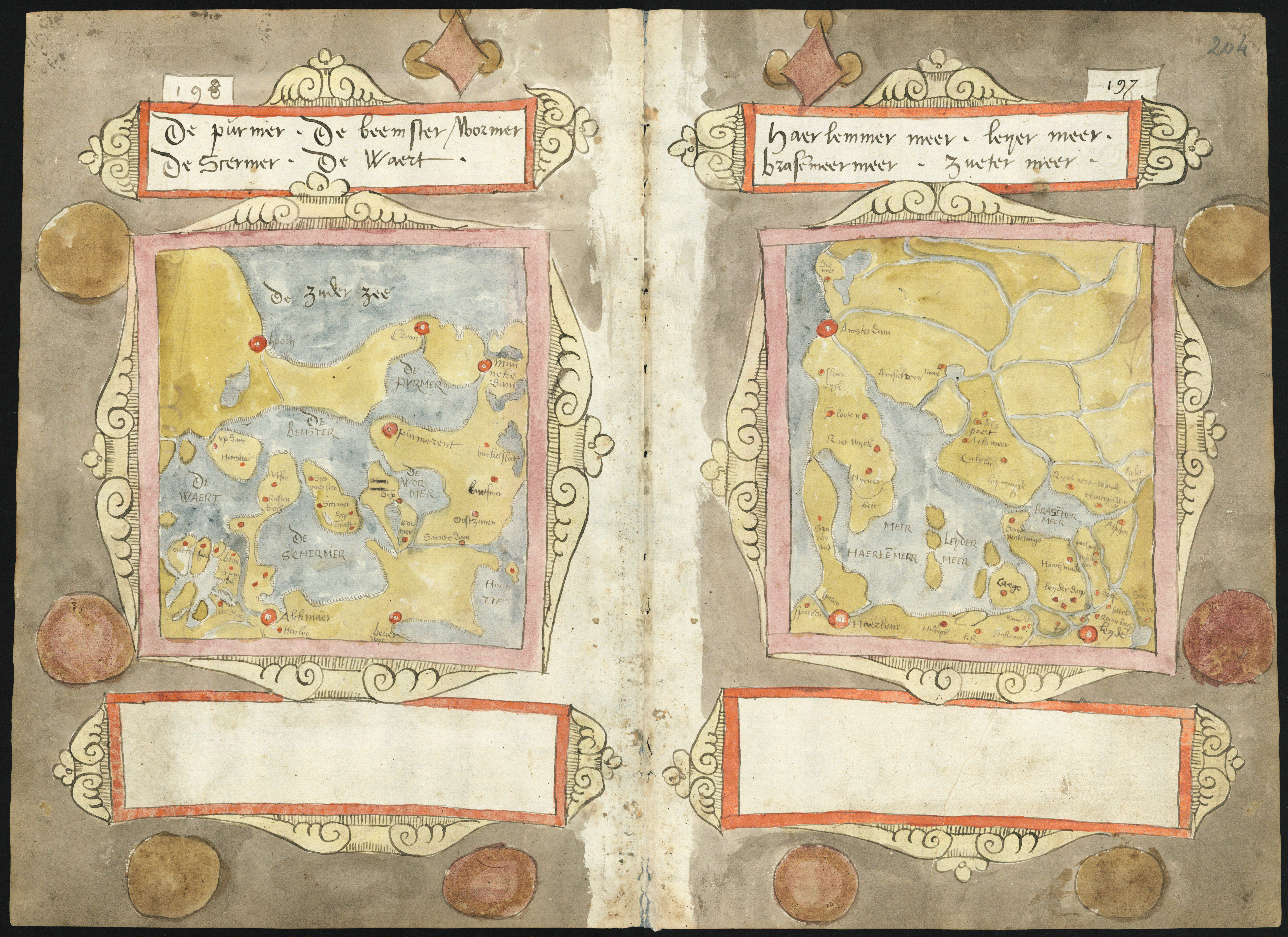
Autres côtes autres folios
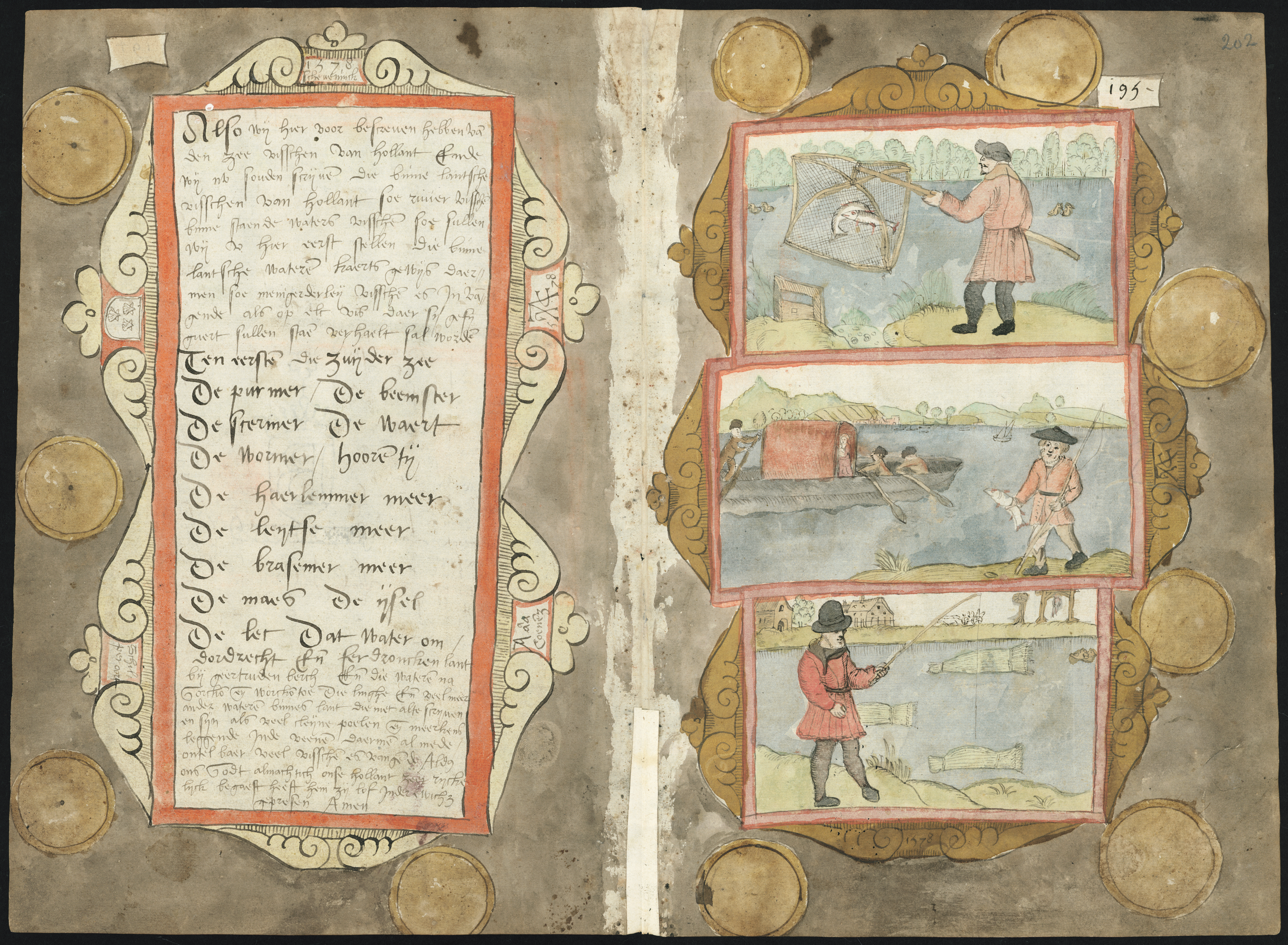
G. très belle calligraphie D. pêche au carrelet, pêche à la ligne avec une canne
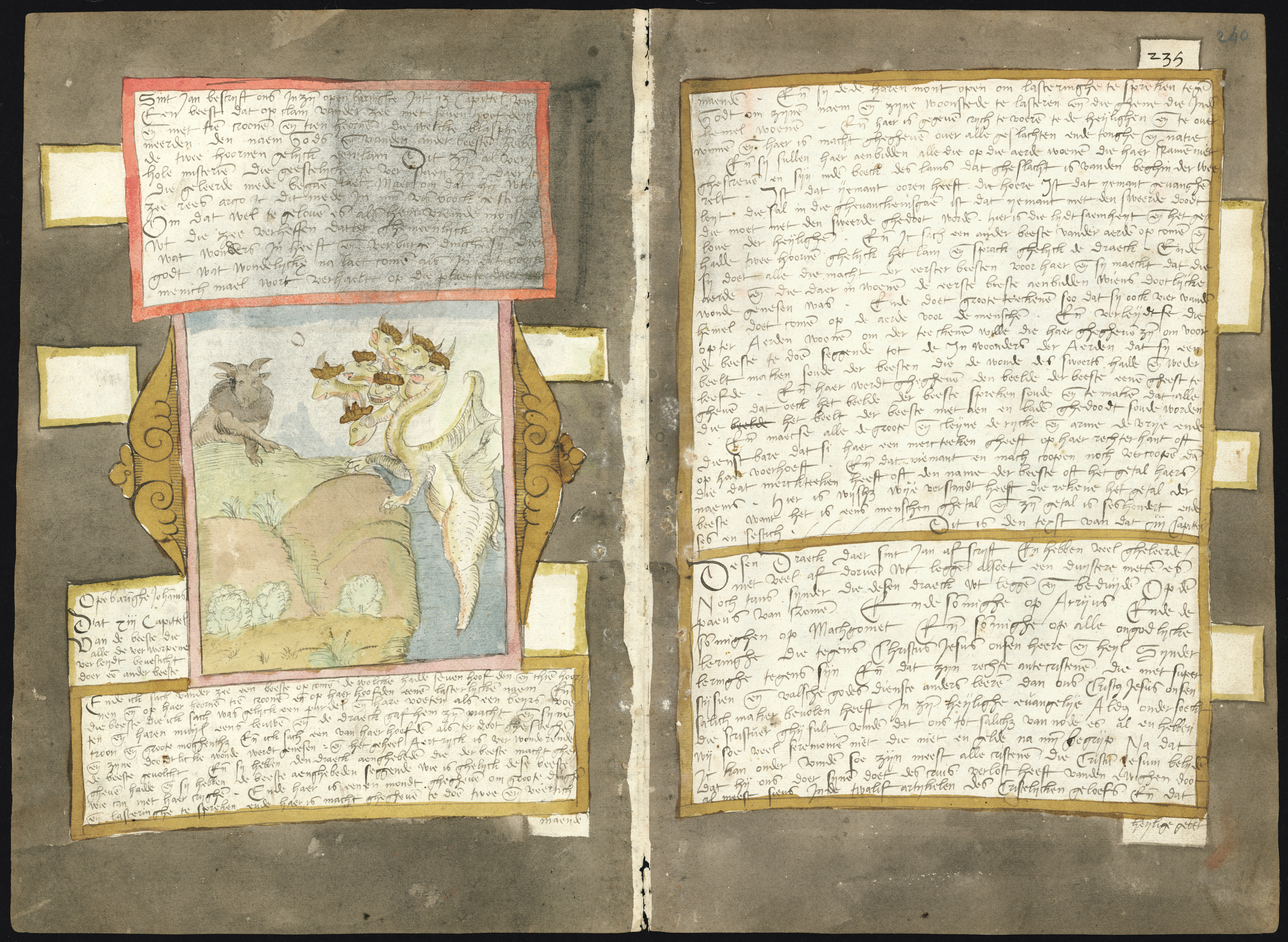
G. bête à sept têtes sortant de la mer
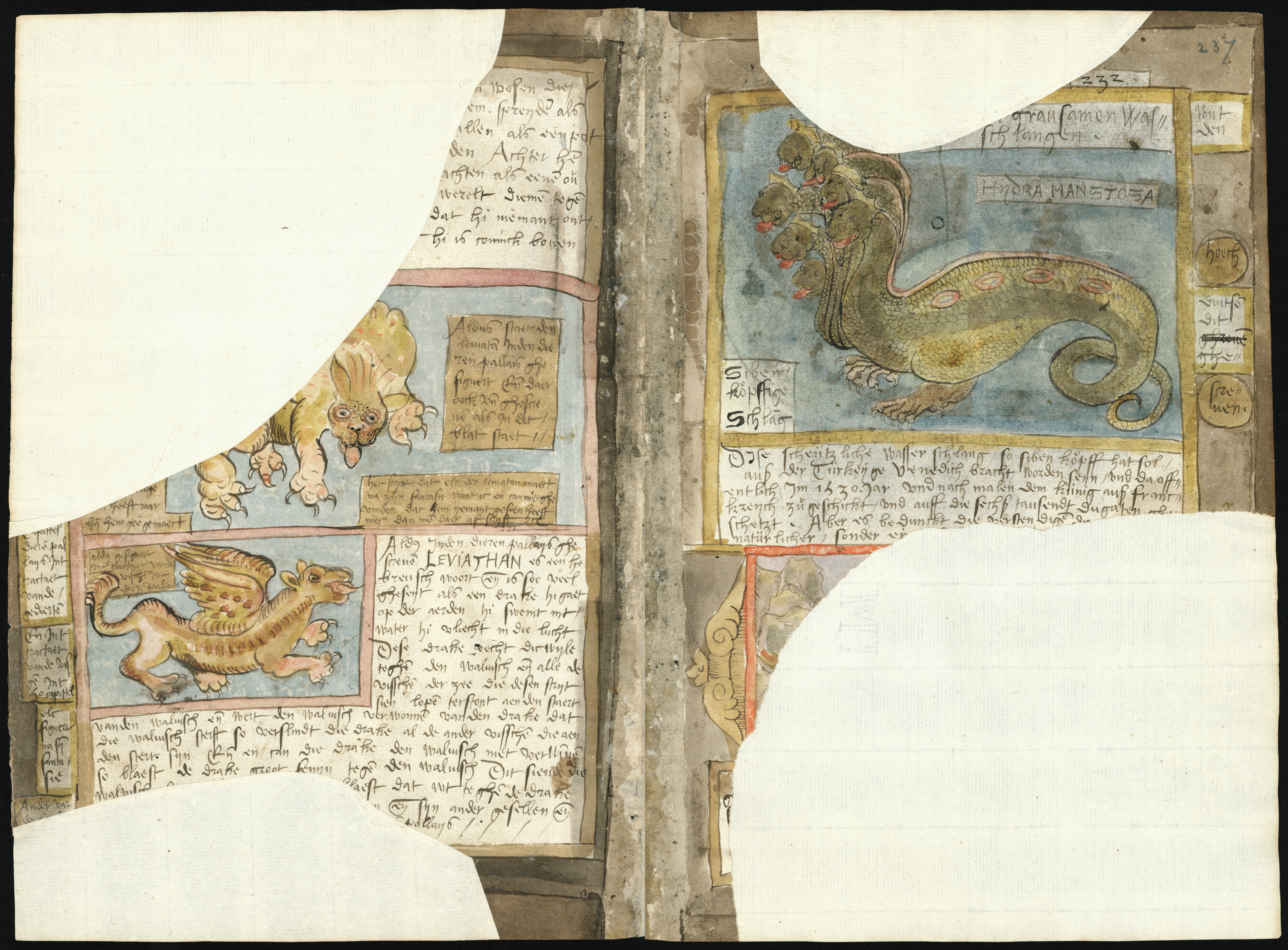
Autre folio de la bête à D.
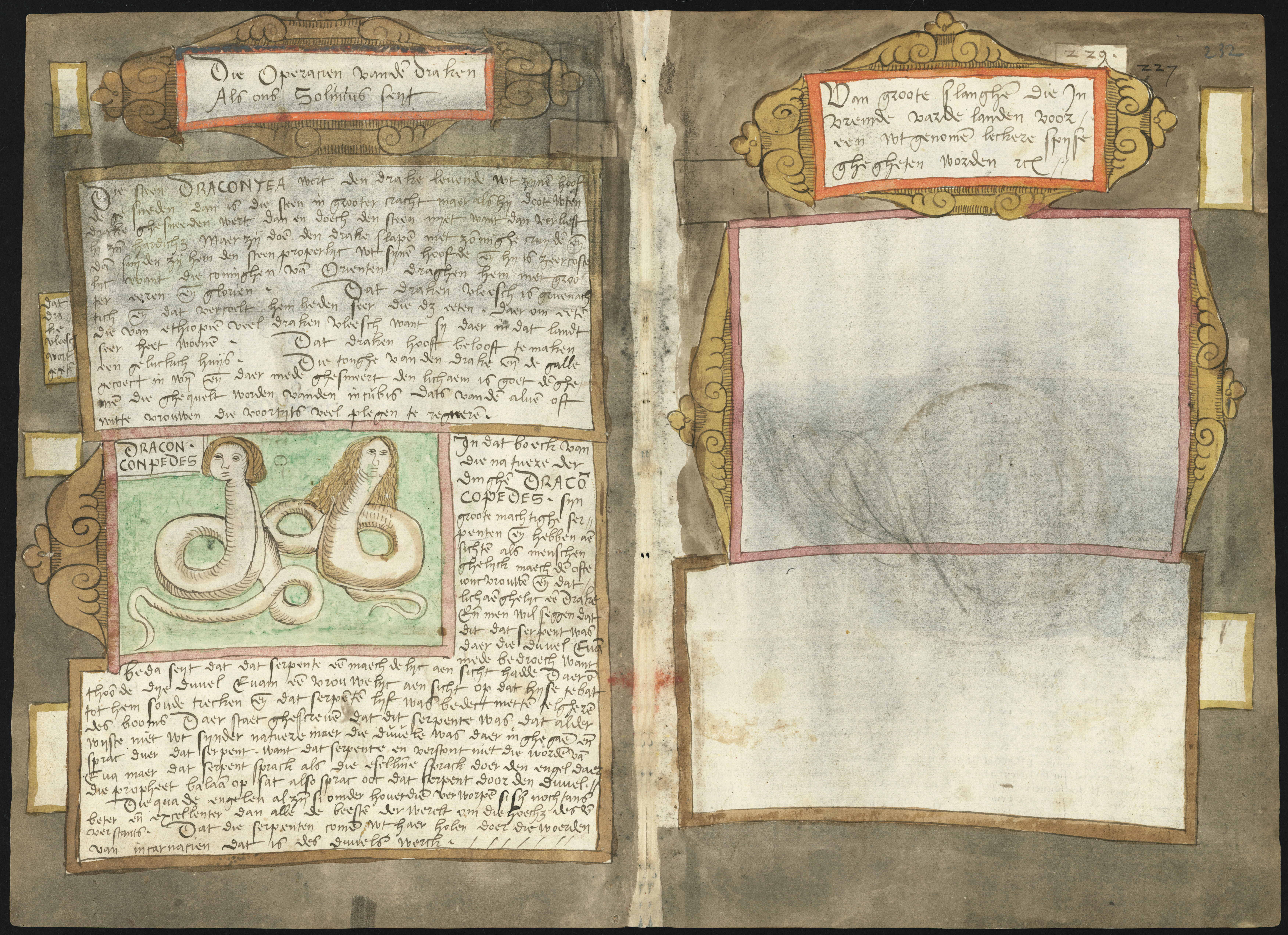
G. homme et femme mi bêtes mi humains D. cadre d'illustration (jamais été rempli)
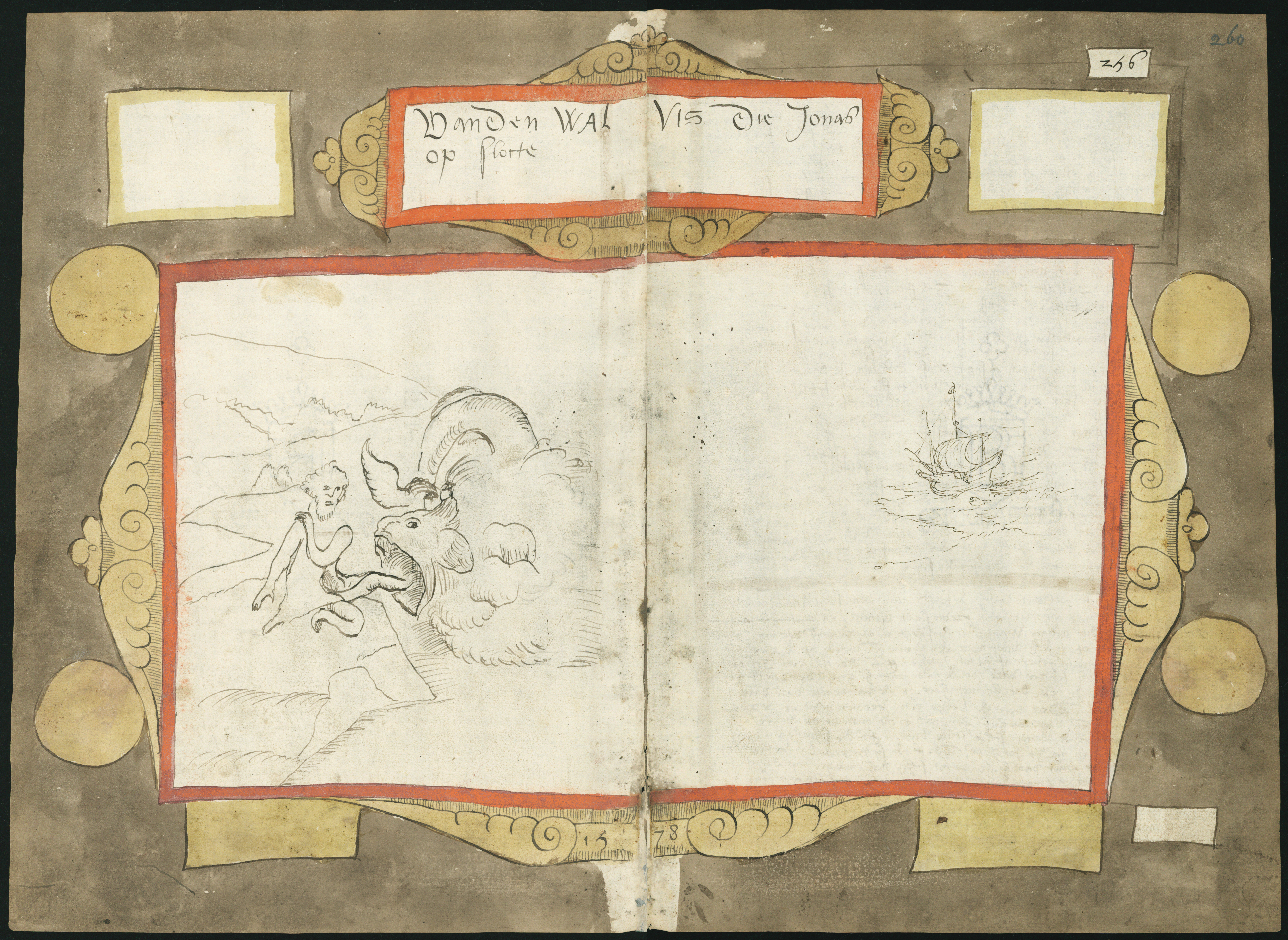
G. D. Jonas sort de la tête de la baleine et au loin un navire, une esquisse qui montre que Coenen avait une grande maîtrise du dessin et laissait dans ses textes des espaces vides d'illustration
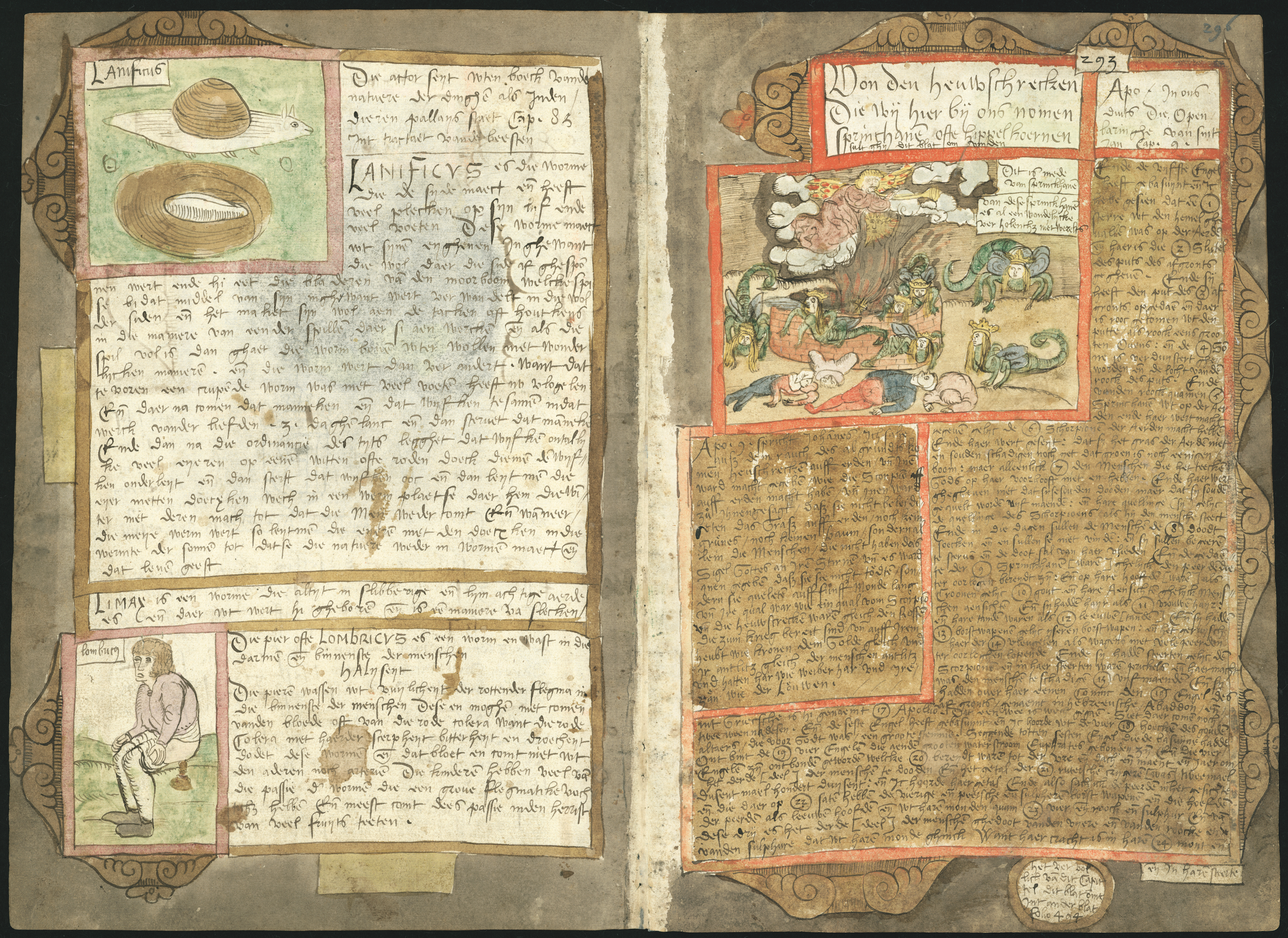
G. homme déféquant
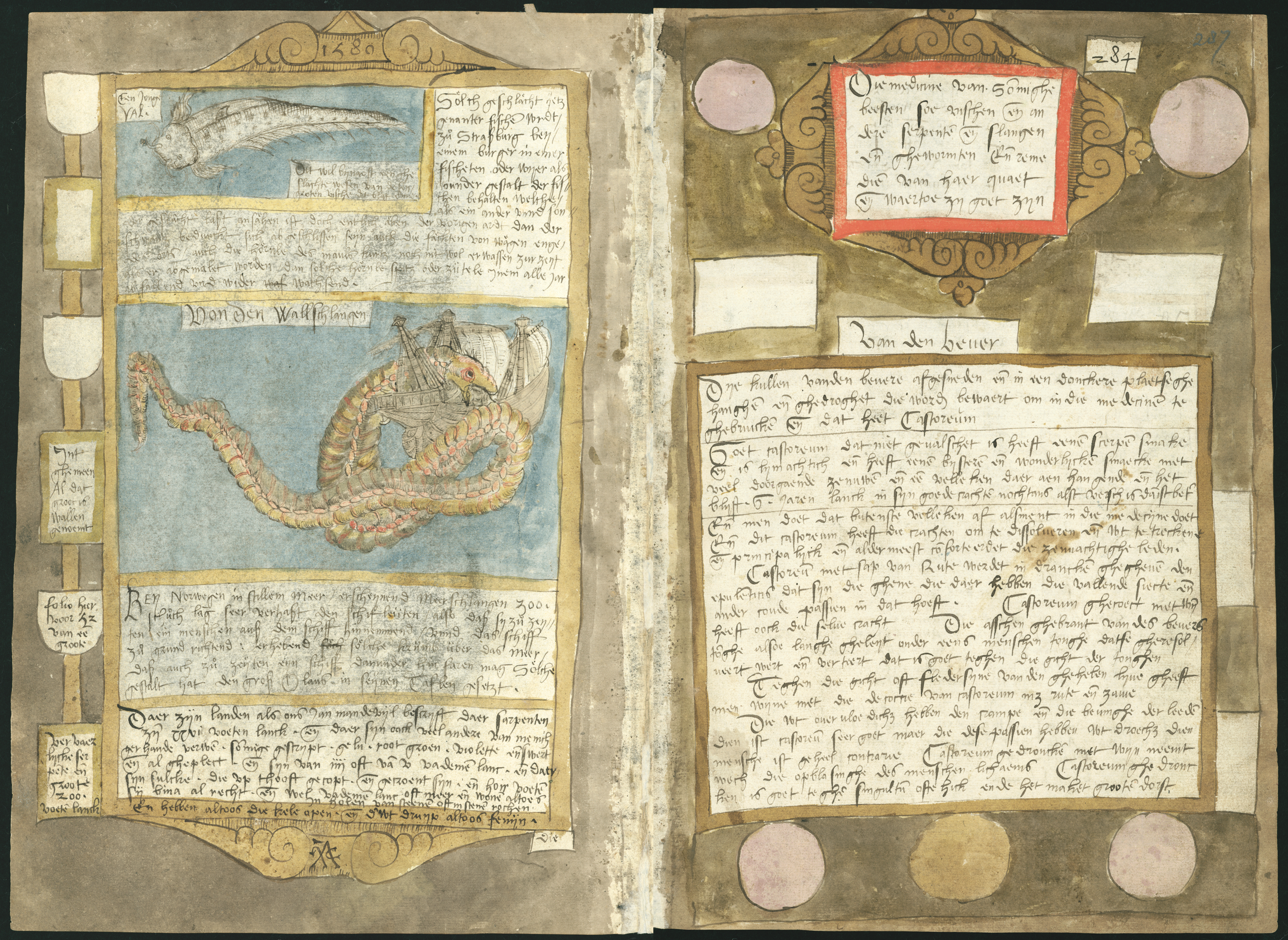
G. destruction d'un navire par une bête de la mer
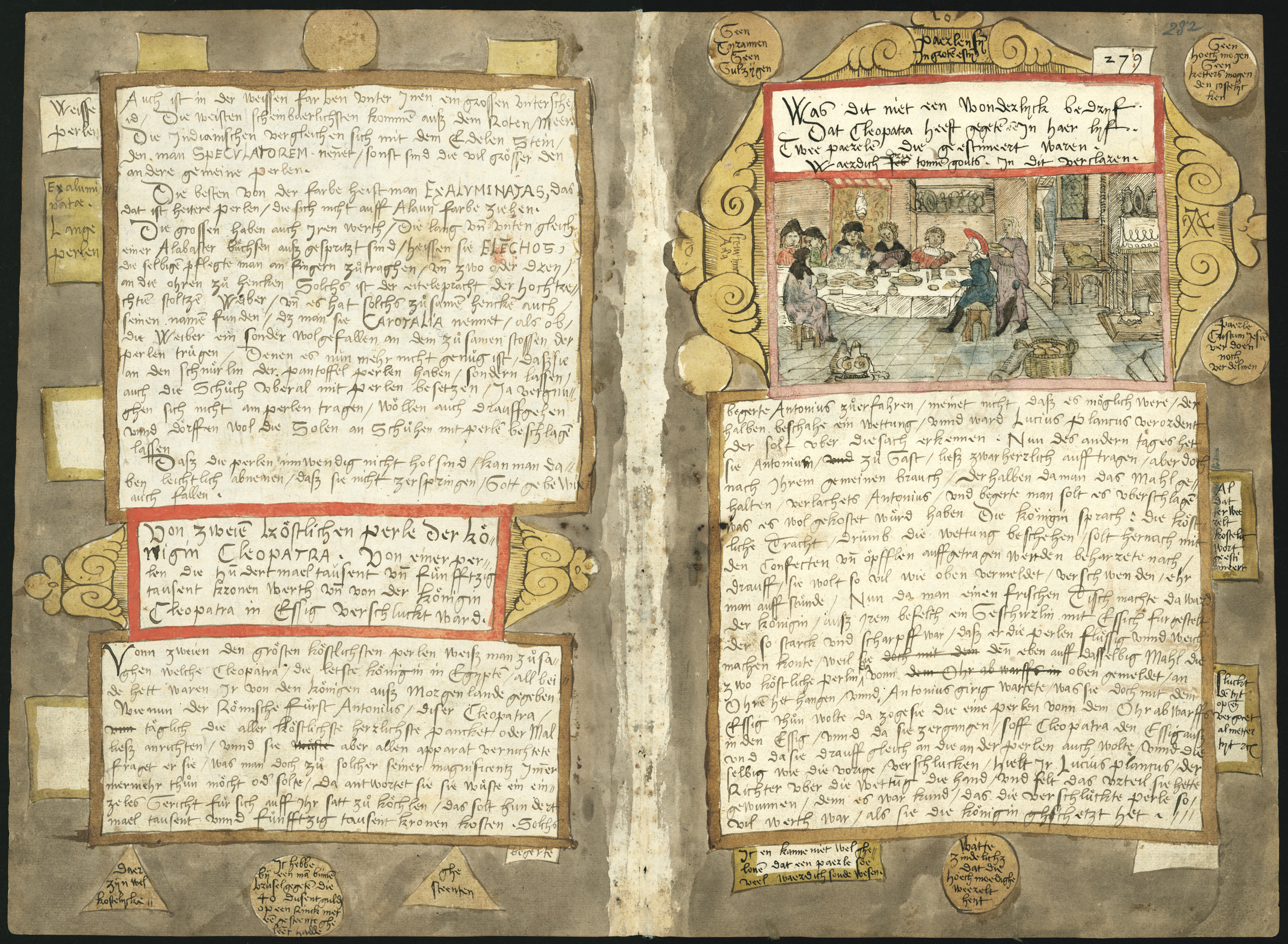
D. repas-banquet (chez de riches personnes)
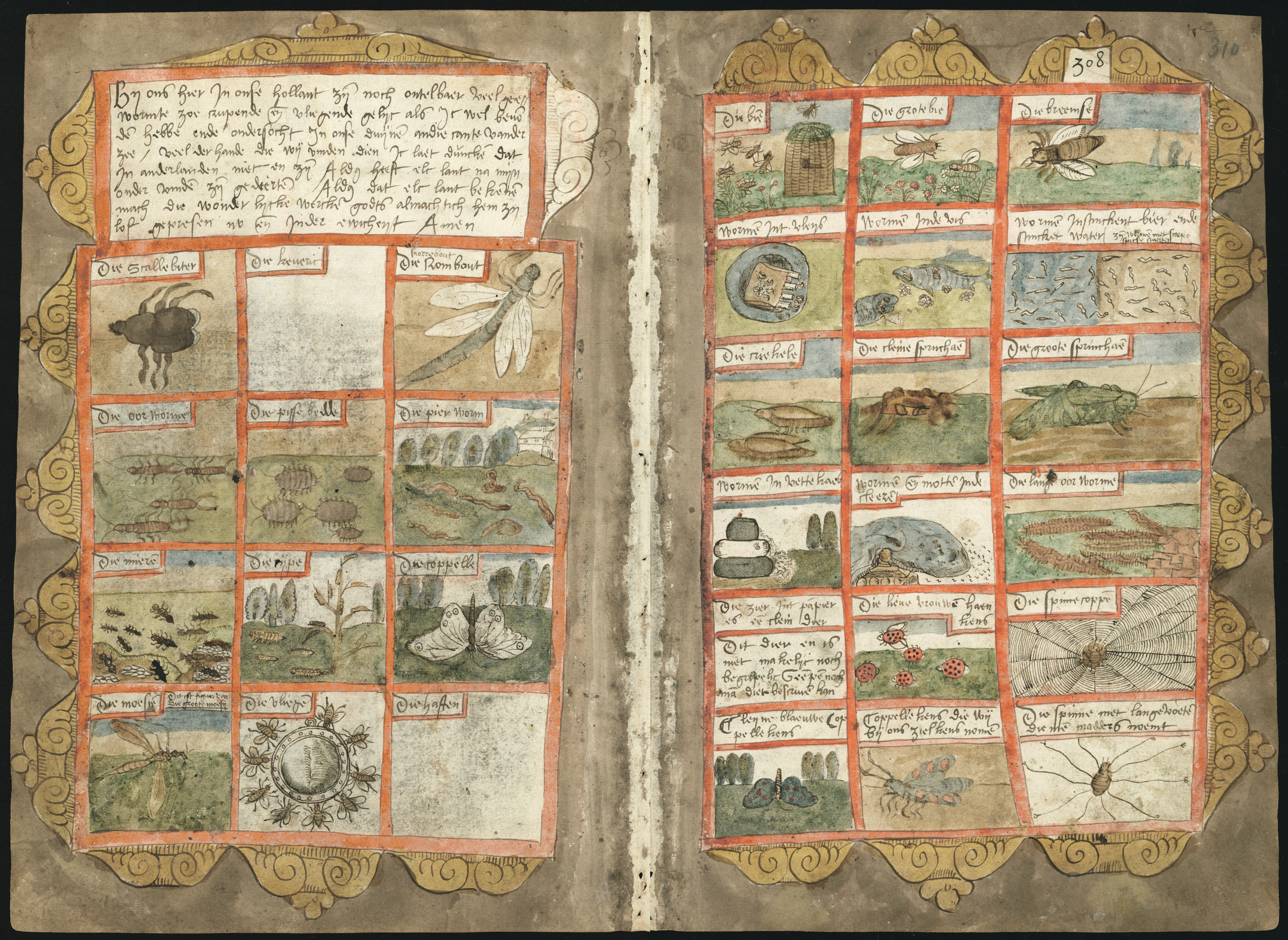
G. et D. insectes
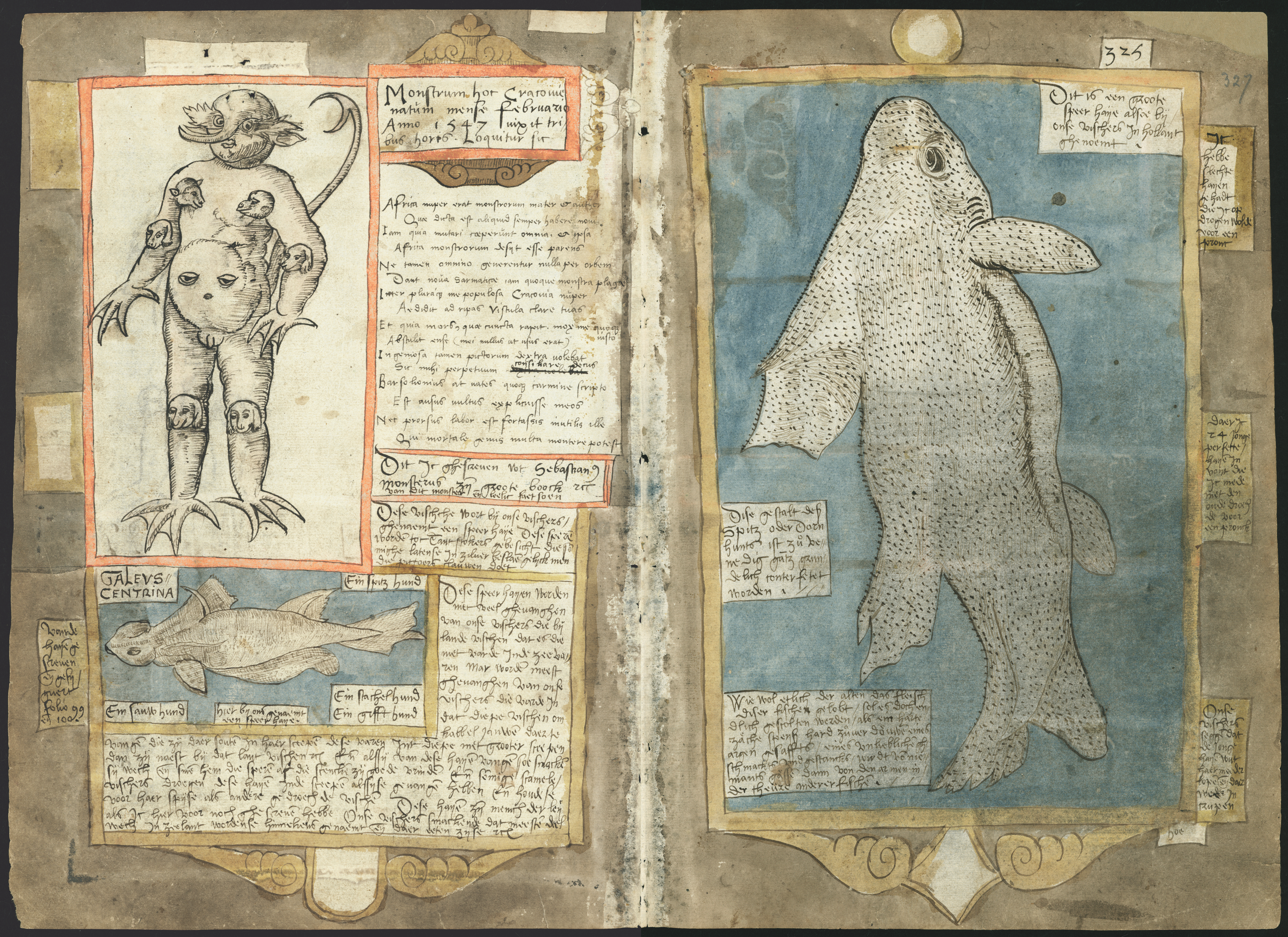
G. homme exotique imaginé D. poisson observé